# Christian Fuhrmeister
Christian Fuhrmeister (* 30. März 1963 in Flensburg) ist ein deutscher Kunsthistoriker, tätig am Zentralinstitut für Kunstgeschichte in München.

## Leben und Wirken
Nach seinem Abitur 1982 in Wilhelmshaven absolvierte Christian Fuhrmeister zunächst 1984/85 eine Lehre als Steinmetz in Welzheim, bevor er ab 1986 Anglistik, Kunst und Kunstgeschichte an der Universität Oldenburg, der Universität Hamburg und an der Towson University bei Baltimore (Maryland) studierte. Sein Erstes Staatsexamen als Gymnasiallehrer legte er 1992 in Oldenburg ab. Von 1994 bis 1997 war Fuhrmeister Stipendiat am Graduiertenkolleg Politische Ikonographie an der Universität Hamburg, wo er 1998 promoviert wurde.
Nach Lehraufträgen in Oldenburg, Bielefeld und Braunschweig durchlief Christian Fuhrmeister in den Jahren 2000 bis 2002 ein Volontariat am Sprengel Museum Hannover, wo er einen Ausstellungskatalog zur Neuen Sachlichkeit in Hannover herausgab.
Nachdem Fuhrmeister von 2002 bis 2003 die Geschäftsstelle des Departments Kunstwissenschaften der Universität München geleitet hat, arbeitet er seit Dezember 2003 als wissenschaftlicher Mitarbeiter am Zentralinstitut für Kunstgeschichte in München. 2013 habilitierte er sich an der Universität München mit der Arbeit Der Deutsche Militärische Kunstschutz in Italien 1943–1945 als kunsthistorisches Praxisfeld. Ein Beitrag zur Geschichte der Kunstgeschichte in den Jahren 1936–1963 und lehrt dort seitdem als Privatdozent.
Er war von 2006 bis 2015 Mitglied im Wissenschaftlichen Beirat des Volksbundes Deutsche Kriegsgräberfürsorge.
Zu seinen Forschungsschwerpunkten gehören die Kunst und Kunstgeschichte in der Zeit des Nationalsozialismus, Kunstraub unter den Nationalsozialisten, Restitution nach 1945 sowie Kunstschutz im Zweiten Weltkrieg.

## Schriften (Auswahl)
Monographien
- Beton, Klinker, Granit. Material, Macht, Politik – Eine Materialikonographie. Verlag Bauwesen, Berlin 2001, ISBN 3-345-00715-0 (= Dissertation unter dem Titel Beton, Klinker, Granit. Die politische Bedeutung des Materials von Denkmälern in der Weimarer Republik und im Nationalsozialismus. Universität Hamburg 1998).
- Die Abteilung »Kunstschutz« in Italien. Kunstgeschichte, Politik und Propaganda 1936–1963. Böhlau, Wien/Köln/Weimar 2019 Auszüge
- mit Susanne Kienlechner: Erhard Göpel im Nationalsozialismus – eine Skizze. Zentralinstitut für Kunstgeschichte München 2018, Online-Ressource über das Kubikat (kooperatives bibliographisches Informationsangebot von vier Kunsthistorischen Instituten in Florenz, München, Paris, Rom).

Als Herausgeber
- (Hrsg.): „Der stärkste Ausdruck unserer Tage“. Neue Sachlichkeit in Hannover. Katalog zur Ausstellung vom 9. Dezember 2001 bis 10. März 2002 im Sprengel-Museum Hannover. Olms, Hildesheim u. a. 2001, ISBN 3-487-11440-2 (Inhaltsverzeichnis).
- mit Nicola Doll, Michael H. Sprenger (Hrsg.): Kunstgeschichte im Nationalsozialismus. Beiträge zur Geschichte einer Wissenschaft zwischen 1930 und 1950. [Begleitband zur Wanderausstellung „Kunstgeschichte im Nationalsozialismus“, Bonn, Kunsthistorisches Institut, 16. März – 29. April 2005 ... Karlsruhe, Kunsthistorisches Institut, 5. Oktober – 19. November 2005 sowie Hamburg, Staatsbibliothek und Berlin, Humboldt-Universität]. VDG, Weimar 2006, ISBN 3-89739-481-2 (Inhaltsverzeichnis).
- mit Stephan Klingen, Iris Lauterbach, Ralf Peters (Hrsg.): „Führerauftrag Monumentalmalerei“. Eine Fotokampagne 1943–1945 (= Veröffentlichungen des Zentralinstituts für Kunstgeschichte in München Band 18). Böhlau, Köln u. a. 2006, ISBN 978-3-412-02406-2 (Inhaltsverzeichnis).
- mit Birgit Jooss (Hrsg.): Nationale Identitäten – Internationale Avantgarden. München als europäisches Zentrum der Künstlerausbildung. (= zeitenblicke 5, 2006, Nr. 2). URL: http://www.zeitenblicke.de/2006/2/ [19. September 2006].
- mit Wolfgang Ruppert (Hrsg.): Zwischen deutscher Kunst und internationaler Modernität. Formen der Künstlerausbildung 1918 bis 1968. VDG, Weimar 2007, ISBN 978-3-89739-583-1 (Inhaltsverzeichnis).
- mit Stephan Klingen, Ralf Peters (Hrsg.): Kunsthistoriker im Krieg. Deutscher Militärischer Kunstschutz in Italien 1943–1945 (= Veröffentlichungen des Zentralinstituts für Kunstgeschichte in München Band 29). Böhlau, Köln u. a. 2012, ISBN 978-3-412-20804-2 (Inhaltsverzeichnis).
- mit Monika Hauser-Mair, Felix Steffan (Hrsg.): Vermacht, verfallen, verdrängt – Kunst und Nationalsozialismus. Die Sammlung der Städtischen Galerie Rosenheim in der Zeit des Nationalsozialismus und in den Nachkriegsjahren. Michael Imhof Verlag, Petersberg 2017, ISBN 978-3-7319-0569-1 (Inhaltsverzeichnis).